# Шевелёво (остановочный пункт)
Шевелёво  (до 2024 года — также 73-й км) — железнодорожная платформа Октябрьской железной дороги на участке Санкт-Петербург — Выборг.
Платформа «73-й км» появилась в середине 1980-х годов после того, как район бывших финских посёлков Ластиккала (фин. Lastikkala) и Кангасненя (фин. Kangasnenä) был застроен дачными поселениями. В конце 1990-х годов была переименована в Шевелёво в честь заведующего отделом поэзии ленинградского журнала «Аврора» Александра Шевелёва, долгие годы жившего в этих краях. Долгое время прежнее и новое названия употреблялись параллельно, различаясь на аншлагах и при звуковом объявлении станции в электричках. 31 октября 2024 года наименование «Шевелёво» было закреплено в качестве единственного официального.
Изначально платформы были совсем короткими (1 вагон по направлению на Выборг и 2 вагона в обратном направлении), в середине 1990-х обе платформы продлили до 5 вагонов. В 2008—2009 годах, в связи с предстоящим запуском по линии «Санкт-Петербург — Выборг» высокоскоростных поездов, практически все платформы Выборгского хода были реконструированы, в том числе и платформа Шевелёво: она была продолжена на полную длину поезда, на платформе появились заграждения.

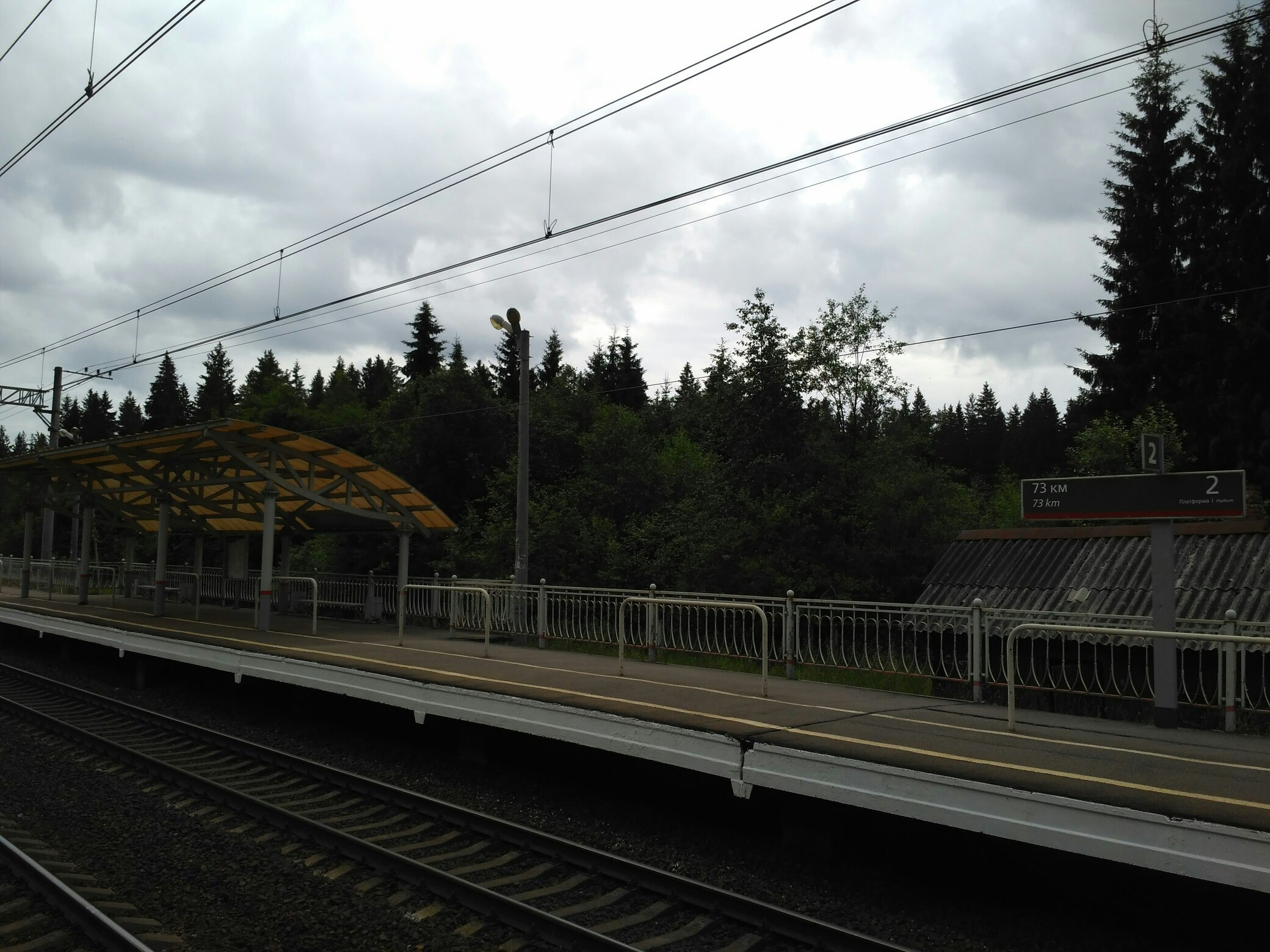
Платформа Шевелёво на линии Санкт-Петербург — Выборг